# Aldohexose
Un aldohexose est un ose composé de six atomes de carbone (hexose) et dont le premier atome possède une fonction aldéhyde (R−C(=O)H).
On distingue huit aldohexoses :

Allose
Altrose
Glucose
Mannose
Gulose
Idose
Galactose
Talose

Chacun de ces composés possède une conformation D et une conformation L. Ce sont des isomères qui partagent tous une même formule brute : C6H12O6. Les cétohexoses ont également la même formule.

## Déoxy-aldohexoses
Les aldohexoses peuvent avoir un ou plusieurs groupes hydroxyles remplacés par un hydrogène pour former les déoxy-aldohexoses.
Voici les plus connues :
- L-Fucose (6-déoxy-L-galactose)
- L-Fuculose (6-déoxy-L-tagatose)
- D-Quinovose (6-déoxy-D-glucose)
- L-Pneumose (6-déoxy-L-talose)
- L-Rhamnose (6-déoxy-L-mannose)